# 隆盖-瑞梅勒
隆盖-瑞梅勒（法語：Longué-Jumelles，法語發音：[lɔ̃ɡe ʒymɛl] ⓘ），法国西部城市，卢瓦尔河地区大区曼恩-卢瓦尔省的一个市镇，隶属于索米尔区，其市镇面积为96.2平方公里，2022年1月1日时人口数量为6,583人，在法国城市中排名第1,568位。
隆盖-瑞梅勒位于曼恩-卢瓦尔省东部，拉唐河畔，是一个区域性的中心市镇，A85高速公路和多条省道在此交汇。

## 地名来源
“隆盖”一名最初于公元12世纪初以“In longo Vado”的形式被记载，后者意为“河谷内的长滩”，可能与当地的自然地理景观有关。
“瑞梅勒”一名来源于拉丁语单词“gamelles”，意为“双胞胎”，根据当地历史学家皮埃尔-路易·奥热罗（Pierre-Louis Augereau）的论述，该名称来源于当地有两处相同的自然景观。

## 历史

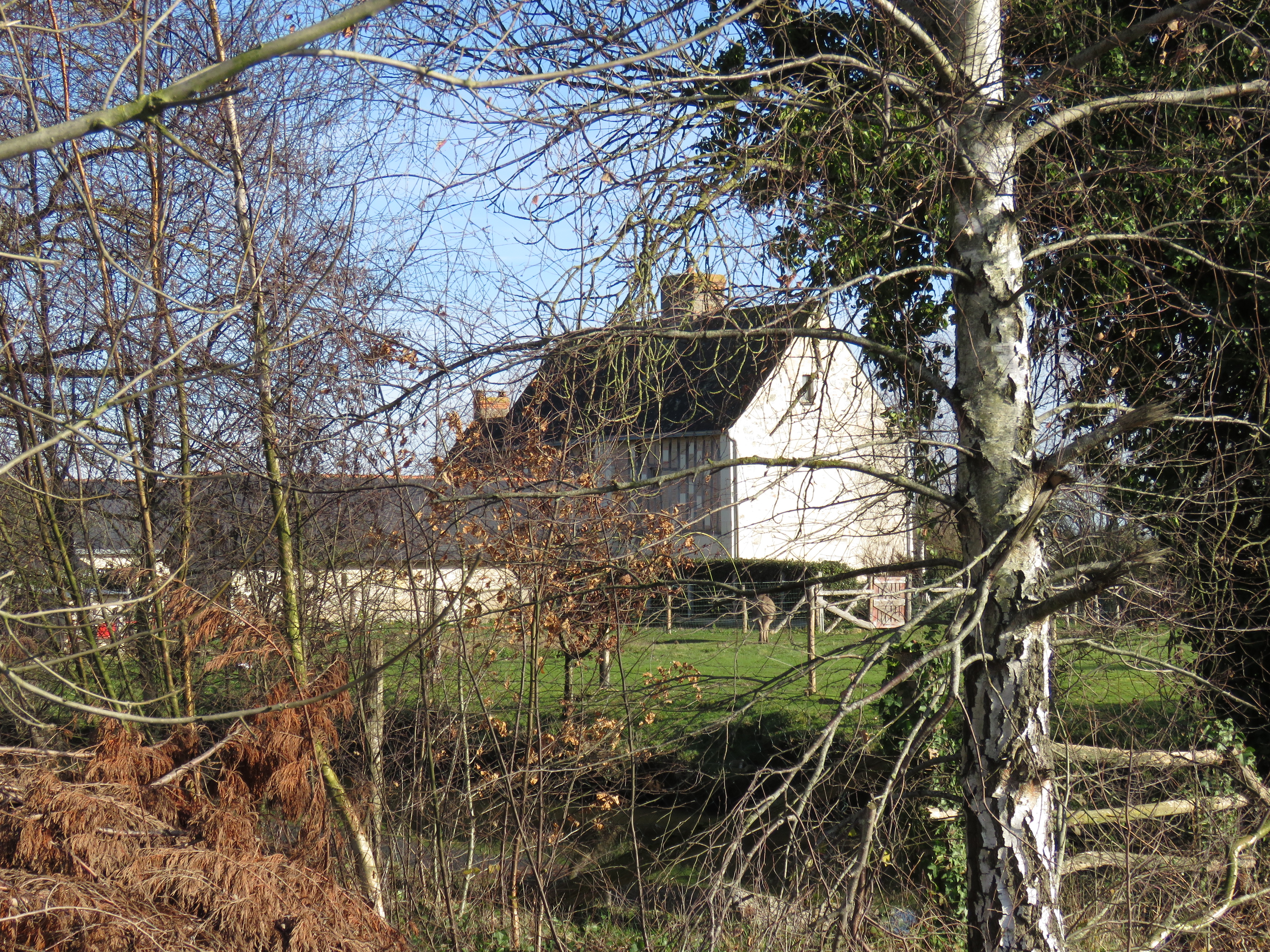
隆盖-瑞梅勒境内的一处历史建筑

隆盖-瑞梅勒于1973年由隆盖（Longué）和瑞梅勒（Jumelles）两个市镇合并而成，新的市镇政府驻地为隆盖。在2015年以前，隆盖-瑞梅勒曾为曼恩-卢瓦尔省面积最大的市镇。

### 隆盖
隆盖最初于中世纪中期开始形成聚落，彼时，当地建成了特奈圣母小教堂（chapelle Notre-Dame de Thenais），后逐渐扩张成为一个修道院，其附近逐渐形成聚落。法国大革命后，隆盖成为曼恩-卢瓦尔省的一个市镇。当地的修道院教堂于1860年被拆除。

### 瑞梅勒
根据当地官方网站的论述，瑞梅勒可能始建于公元11世纪，其历史上长期为安茹地区的一个普通农业村落，法国大革命后成为曼恩-卢瓦尔省的一个市镇。

## 地理

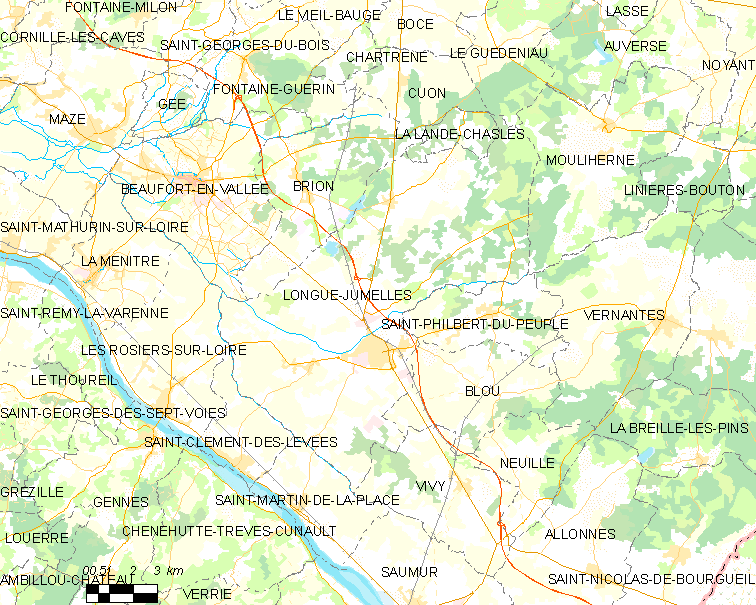
隆盖-瑞梅勒市镇范围地图

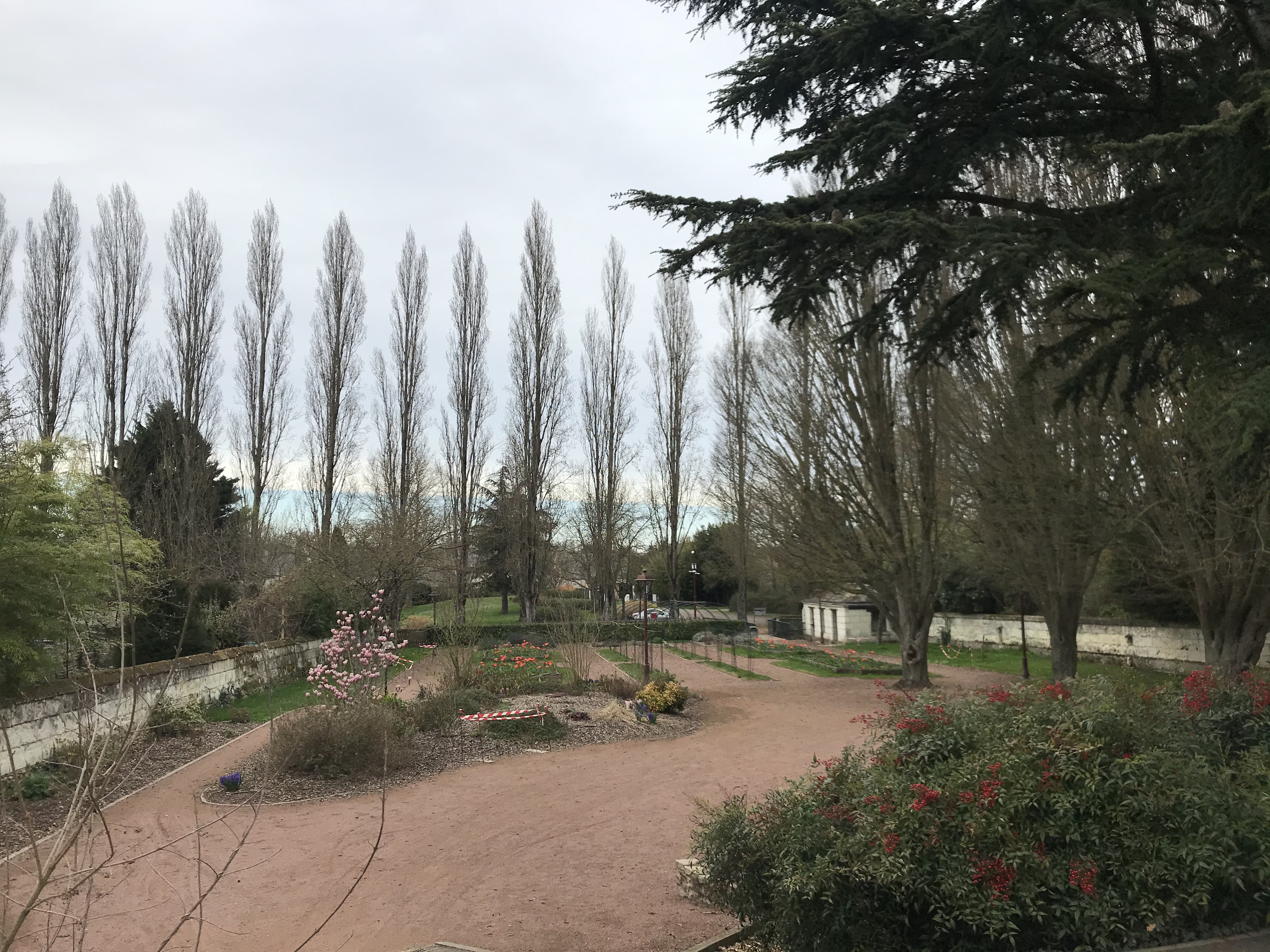
隆盖-瑞梅勒的一处花园

隆盖-瑞梅勒位于法国西部，卢瓦尔河地区大区东部和曼恩-卢瓦尔省东部，距离省会昂热大约39公里。与隆盖-瑞梅勒接壤的市镇包括：安茹地区博福尔、布卢、拉朗德沙勒、穆利埃讷、圣克莱芒德勒韦、圣菲尔贝迪珀普勒、维维、安茹地区博热、莱布瓦当茹、热讷-瓦勒德卢瓦尔。

### 地形
隆盖-瑞梅勒位于安茹地区腹地，境内以平原为主，市镇中心地势较为平坦，全境海拔在20到78米之间。

### 水文
隆盖-瑞梅勒位于卢瓦尔河水系，欧蒂永河自东向西流经市区南部，其右岸支流拉唐河则穿越隆盖-瑞梅勒市区，此外还有多条溪流流经隆盖-瑞梅勒市镇范围内。

### 植被
隆盖-瑞梅勒属于温带阔叶混交林区，是卢瓦尔-安茹-图赖讷自然保护区的组成部分，林地主要分布于河流附近。
在鲜花城市的评比中，隆盖-瑞梅勒被评为2星级鲜花城市。

### 气候
隆盖-瑞梅勒在柯本气候分类法中属于温带海洋性气候。
距离隆盖-瑞梅勒最近的常年气象站为索米尔气象站，以下为该气象站的数据（其中日照数据取自昂热）：
| 索米尔1981年－2019年 | 索米尔1981年－2019年 | 索米尔1981年－2019年 | 索米尔1981年－2019年 | 索米尔1981年－2019年 | 索米尔1981年－2019年 | 索米尔1981年－2019年 | 索米尔1981年－2019年 | 索米尔1981年－2019年 | 索米尔1981年－2019年 | 索米尔1981年－2019年 | 索米尔1981年－2019年 | 索米尔1981年－2019年 | 索米尔1981年－2019年 |
| 月份                 | 1月                  | 2月                  | 3月                  | 4月                  | 5月                  | 6月                  | 7月                  | 8月                  | 9月                  | 10月                 | 11月                 | 12月                 | 全年                 |
| -------------------- | -------------------- | -------------------- | -------------------- | -------------------- | -------------------- | -------------------- | -------------------- | -------------------- | -------------------- | -------------------- | -------------------- | -------------------- | -------------------- |
| 历史最高温 °C（°F）  | 17.2 (63.0)          | 21.2 (70.2)          | 26 (79)              | 30.8 (87.4)          | 34.2 (93.6)          | 38.5 (101.3)         | 38.5 (101.3)         | 39.5 (103.1)         | 35 (95)              | 31.2 (88.2)          | 23.8 (74.8)          | 18.6 (65.5)          | 39.5 (103.1)         |
| 平均高温 °C（°F）    | 8.4 (47.1)           | 9.8 (49.6)           | 13.6 (56.5)          | 16.5 (61.7)          | 20.5 (68.9)          | 24.1 (75.4)          | 26.5 (79.7)          | 26.4 (79.5)          | 22.9 (73.2)          | 17.8 (64.0)          | 12.1 (53.8)          | 8.7 (47.7)           | 17.3 (63.1)          |
| 日均气温 °C（°F）    | 5.5 (41.9)           | 6 (43)               | 9 (48)               | 11.3 (52.3)          | 15.1 (59.2)          | 18.4 (65.1)          | 20.5 (68.9)          | 20.3 (68.5)          | 17.2 (63.0)          | 13.5 (56.3)          | 8.6 (47.5)           | 5.8 (42.4)           | 12.6 (54.7)          |
| 平均低温 °C（°F）    | 2.5 (36.5)           | 2.3 (36.1)           | 4.3 (39.7)           | 6.2 (43.2)           | 9.8 (49.6)           | 12.7 (54.9)          | 14.5 (58.1)          | 14.2 (57.6)          | 11.5 (52.7)          | 9.1 (48.4)           | 5.1 (41.2)           | 2.8 (37.0)           | 7.9 (46.2)           |
| 历史最低温 °C（°F）  | −14.8 (5.4)          | −14.4 (6.1)          | −10.5 (13.1)         | −2.5 (27.5)          | −0.1 (31.8)          | 1.3 (34.3)           | 7.5 (45.5)           | 7 (45)               | 1.1 (34.0)           | −2.5 (27.5)          | −7.2 (19.0)          | −11 (12)             | −14.8 (5.4)          |
| 平均降水量 mm（）    | 55.9 (2.20)          | 45.7 (1.80)          | 44.2 (1.74)          | 52.5 (2.07)          | 53.4 (2.10)          | 35 (1.4)             | 48.6 (1.91)          | 35.5 (1.40)          | 49.3 (1.94)          | 66.6 (2.62)          | 62.8 (2.47)          | 64.7 (2.55)          | 614.2 (24.18)        |
| 月均日照時數         | 68.9                 | 92.8                 | 136.5                | 171.5                | 194.5                | 227.4                | 227.8                | 223.7                | 185.9                | 120.2                | 80.7                 | 68.8                 | 1,798.7              |
| 来源：infoclimat.fr  |                      |                      |                      |                      |                      |                      |                      |                      |                      |                      |                      |                      |                      |

## 行政区划
隆盖-瑞梅勒是法国卢瓦尔河地区大区曼恩-卢瓦尔省的一个市镇，编号为49180。隆盖-瑞梅勒隶属于索米尔区、曼恩-卢瓦尔省第三选区，管理隆盖-瑞梅勒县，同时也是索米尔卢瓦尔河谷城市圈公共社区的组成部分。
法国国家统计与经济研究所（简称）在进行数据统计时，将隆盖-瑞梅勒及相邻的另外1个市镇设为隆盖-瑞梅勒城市核心区以及隆盖-瑞梅勒城市区。自2020年起，隆盖-瑞梅勒城市区被包含两个市镇的隆盖-瑞梅勒城市辐射区代替。
此外，还将隆盖-瑞梅勒市镇分为了3个“块区”（IRIS），以便于统计人口分布情况。

## 交通

### 公路
法国A85号高速公路经过境内并设有2号出入口，此外多条曼恩-卢瓦尔省省道在隆盖-瑞梅勒境内交汇。卢瓦尔河地区大区下属的城际客运提供巴士线路，可前往索米尔、昂热等地。
2018年，77.6%的隆盖-瑞梅勒家庭拥有至少一辆私人汽车。2019年，隆盖-瑞梅勒境内共发生各类交通事故1起，造成1人受伤。
| 昂热 | 48 |

| 图尔 | 93 |

| 昂热 | 39 |

| 索米尔 | 17 |

| 勒芒 | 81 |

| 拉弗莱什 | 36 |

| 拉瓦利耶尔堡 | 43 |

| 迪尔塔勒 | 39 |

### 铁路
隆盖-瑞梅勒位于拉弗莱什－维维铁路上，该铁路已于1969年停止客运服务，隆盖-瑞梅勒附近的路段则已废弃。
距离隆盖-瑞梅勒最近的运营中的客运铁路车站为11公里外的卢瓦尔河畔莱罗西耶站，该站停靠往返于昂热和索米尔一线的区域列车。

### 航空
距离隆盖-瑞梅勒最近的民用航空站为图尔卢瓦尔河谷机场，距离隆盖-瑞梅勒市中心的公路里程约79公里。

### 城市公共交通
截至2022年5月，隆盖-瑞梅勒暂无城市公共交通系统。

## 政治

### 市政内阁

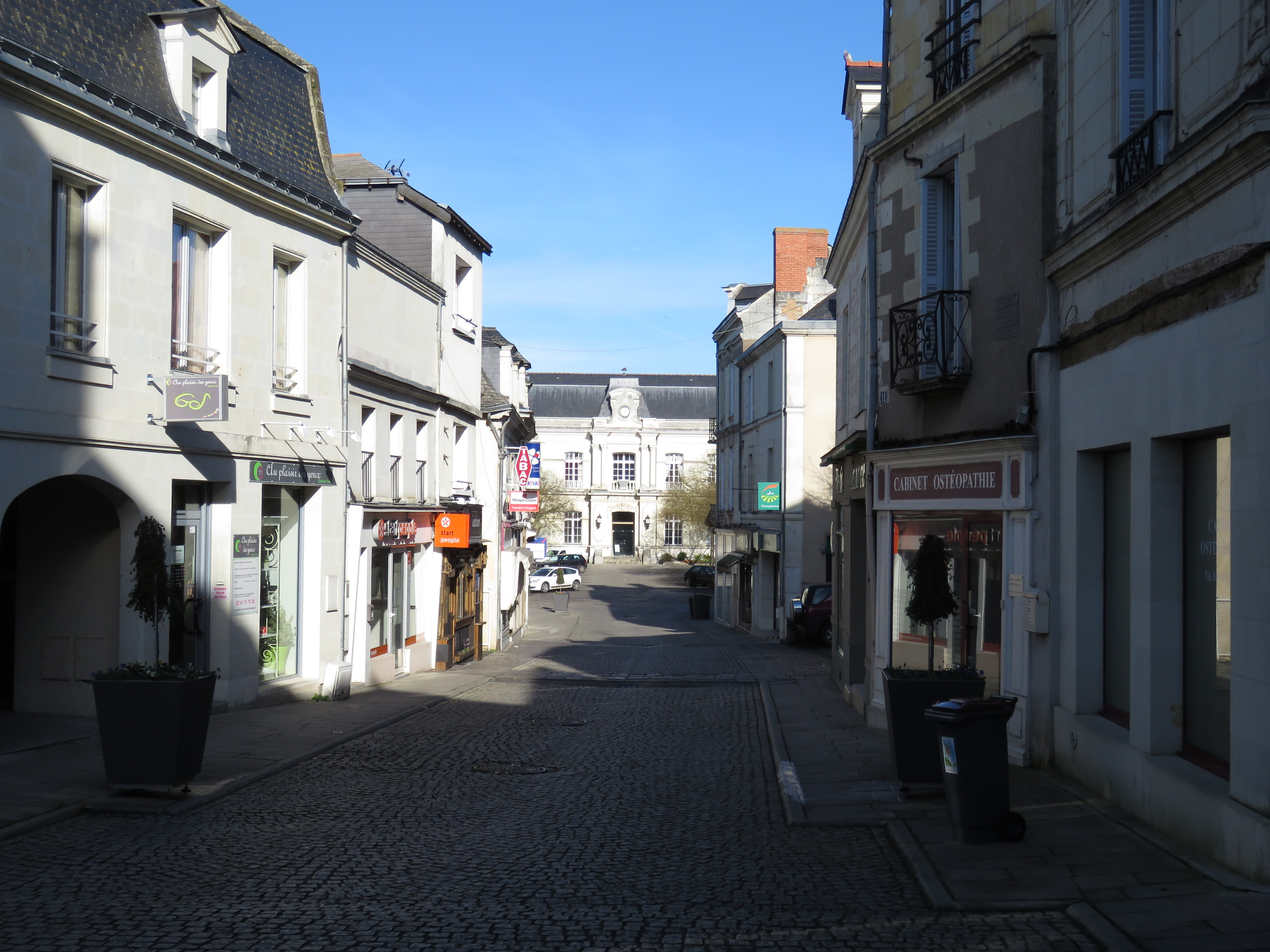
隆盖-瑞梅勒市政厅

隆盖-瑞梅勒的现任市长为弗雷德里克·莫尔捷先生（Frédéric MORTIER），他是法国崛起的一名成员，在2020年的市政选举中获得了50.46%的支持率。
| 隆盖-瑞梅勒历届市长 | 隆盖-瑞梅勒历届市长                 | 隆盖-瑞梅勒历届市长                               |
| 任期                | 市长                                | 党派                                              |
| ------------------- | ----------------------------------- | ------------------------------------------------- |
| 1973年－1977年      | Robert CHÂTEL 罗贝尔·沙泰尔         | 不详                                              |
| 1977年－2008年      | Edmond ALPHANDÉRY 埃德蒙·阿尔方德里 | UDF法国民主联盟 →CDS社会民主中心 →UMP人民运动联盟 |
| 2008年－            | Frédéric MORTIER 弗雷德里克·莫尔捷  | DVD右翼无党派人士 →LGM法国崛起                    |

### 各级选举
| 隆盖-瑞梅勒历届投票选举结果 | 隆盖-瑞梅勒历届投票选举结果 | 隆盖-瑞梅勒历届投票选举结果 | 隆盖-瑞梅勒历届投票选举结果 | 隆盖-瑞梅勒历届投票选举结果         | 隆盖-瑞梅勒历届投票选举结果 | 隆盖-瑞梅勒历届投票选举结果 | 隆盖-瑞梅勒历届投票选举结果         | 隆盖-瑞梅勒历届投票选举结果 | 隆盖-瑞梅勒历届投票选举结果 |
| 选举项目                    | 选举范围                    | 选区单位                    | 选举结果                    | 选举结果                            | 选举结果                    | 选举结果                    | 选举结果                            | 选举结果                    | 参考资料                    |
| 选举项目                    | 选举范围                    | 选区单位                    | 第一轮胜出者                | 第一轮胜出者                        | 支持率                      | 第二轮胜出者                | 第二轮胜出者                        | 支持率                      | 参考资料                    |
| --------------------------- | --------------------------- | --------------------------- | --------------------------- | ----------------------------------- | --------------------------- | --------------------------- | ----------------------------------- | --------------------------- | --------------------------- |
| 2017年法國總統選舉          | 法國                        | 市镇                        |                             | 玛丽娜·勒庞                         | 27.31%                      |                             | 埃马纽埃尔·马克龙                   | 56.38%                      | [ 19 ]                      |
| 2017年法国立法选举          | 曼恩-卢瓦尔省第三选区       | 市镇                        |                             | 弗雷德里克·莫尔捷                   | 42%                         |                             | 安娜·巴罗                           | 50.05%                      | [ 19 ]                      |
| 2019年欧洲议会选举          | 法國                        | 市镇                        |                             | 若尔丹·巴尔代拉                     | 30.96%                      | （不适用）                  | （不适用）                          | （不适用）                  | [ 21 ]                      |
| 2021年法国省级选举          | 曼恩-卢瓦尔省               | 县                          |                             | 居伊·贝尔坦 伊莎贝尔·德沃           | 38.12%                      |                             | 居伊·贝尔坦 伊莎贝尔·德沃           | 52.8%                       | [ 22 ]                      |
| 2021年法国省级选举          | 曼恩-卢瓦尔省               | 市镇                        |                             | 贝亚特丽斯·贝特朗 弗雷德里克·莫尔捷 | 38.12%                      |                             | 贝亚特丽斯·贝特朗 弗雷德里克·莫尔捷 | 65.37%                      | [ 22 ]                      |
| 2021年法国大区选举          |                             | 市镇                        |                             | 克丽丝泰勒·莫朗赛                   | 40.85%                      |                             | 克丽丝泰勒·莫朗赛                   | 60.26%                      | [ 23 ]                      |
| 2022年法国总统选举          | 法國                        | 市镇                        |                             | 玛丽娜·勒庞                         | 34.13%                      |                             | 玛丽娜·勒庞                         | 51.61%                      | [ 19 ]                      |

## 人口
2018年，隆盖-瑞梅勒市镇人口数量为6,809，在法国排名第1,568位。其中男性3,305人，女性3,504人，75岁及以上人口占12.0%，外籍人口数量为1,144人，人口密度为71人/平方公里，当地居民被称为（男性）或（女性）。2019年，隆盖-瑞梅勒境内出生61人，死亡人口80人。
| 隆盖-瑞梅勒1975年－2019年人口变化情况 |
|                                       |
| 数据来源：Cassini、INSEE              |

## 经济
隆盖-瑞梅勒是一个区域性的中心城市。截止2022年5月，隆盖-瑞梅勒市镇范围内共有各类用人单位（包含自雇）931家，平均历史为18年，其中98.9%为中小型企业（PME），2022年3月至5月间，当地的经济活力指数为1.4%。（大型零售）、（电子元件组装）及（水果种植）是当地2020年营业额最高的三个企业，分别为3,786,792欧元1,016,448欧元和887,302欧元。

## 财政与居民收入
2020年，隆盖-瑞梅勒的财政收入总额为6,000,390欧元，财政支出总额为4,937,860欧元，当年的债务总额为7,759,030欧元。2021年，隆盖-瑞梅勒共获得1,295,340欧元的国家财政补助，比上一年增加了0.95%。
2019年，隆盖-瑞梅勒的人均月收入总额为1,913欧元，其中高级职员为3,495欧元，低于法国平均水平（4,230欧元）；中级职员为2,189欧元，低于法国平均水平（2,411欧元）；普通职员为1,637欧元，亦低于法国平均水平（1,740欧元）。
2018年，隆盖-瑞梅勒境内的青壮年（15至64岁）失业率为15.1%，当地43%的家庭拥有纳税资格，平均纳税1,605欧元，低于法国平均水平（3,910欧元）。

## 社会事务

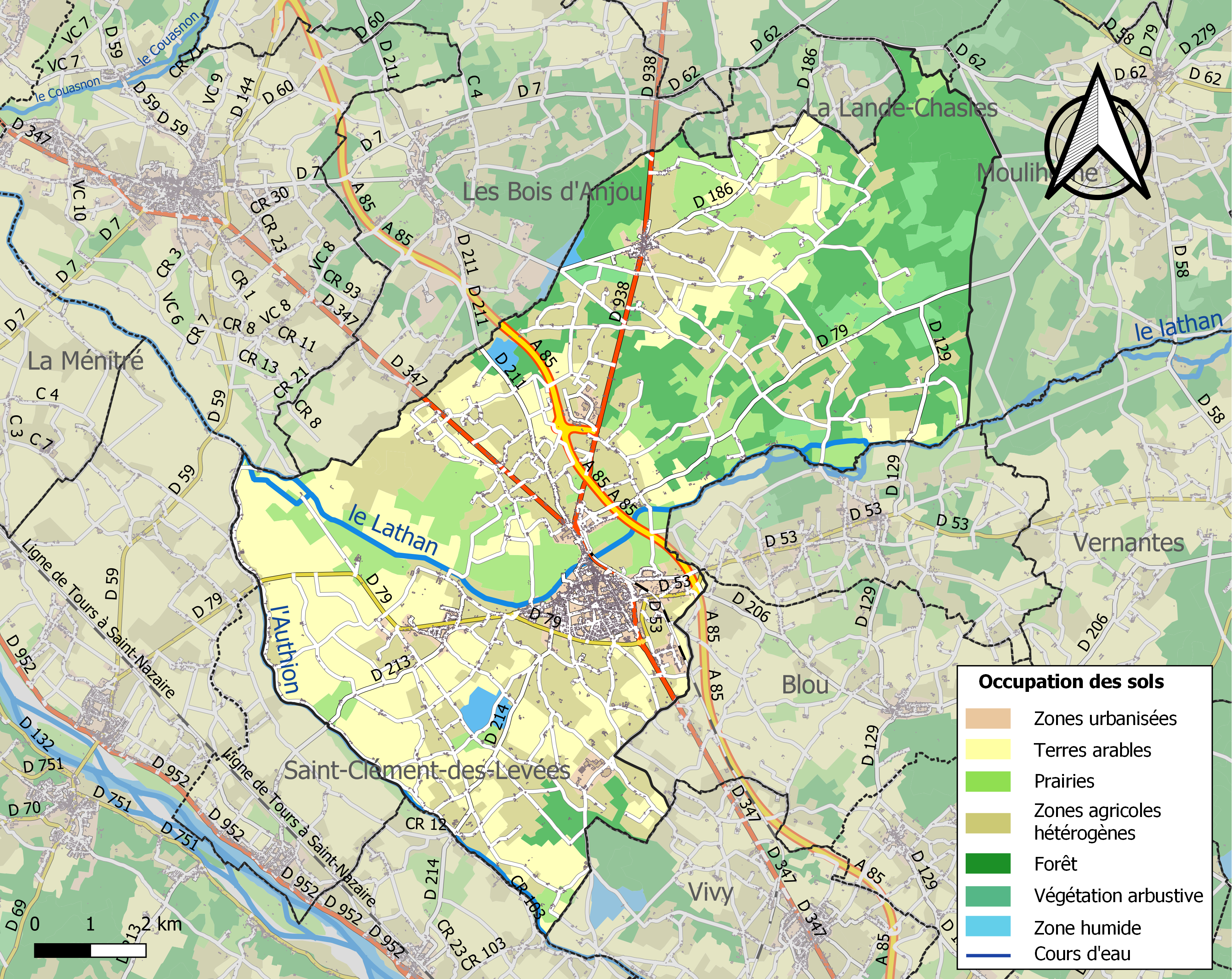
隆盖-瑞梅勒土地利用情况地图

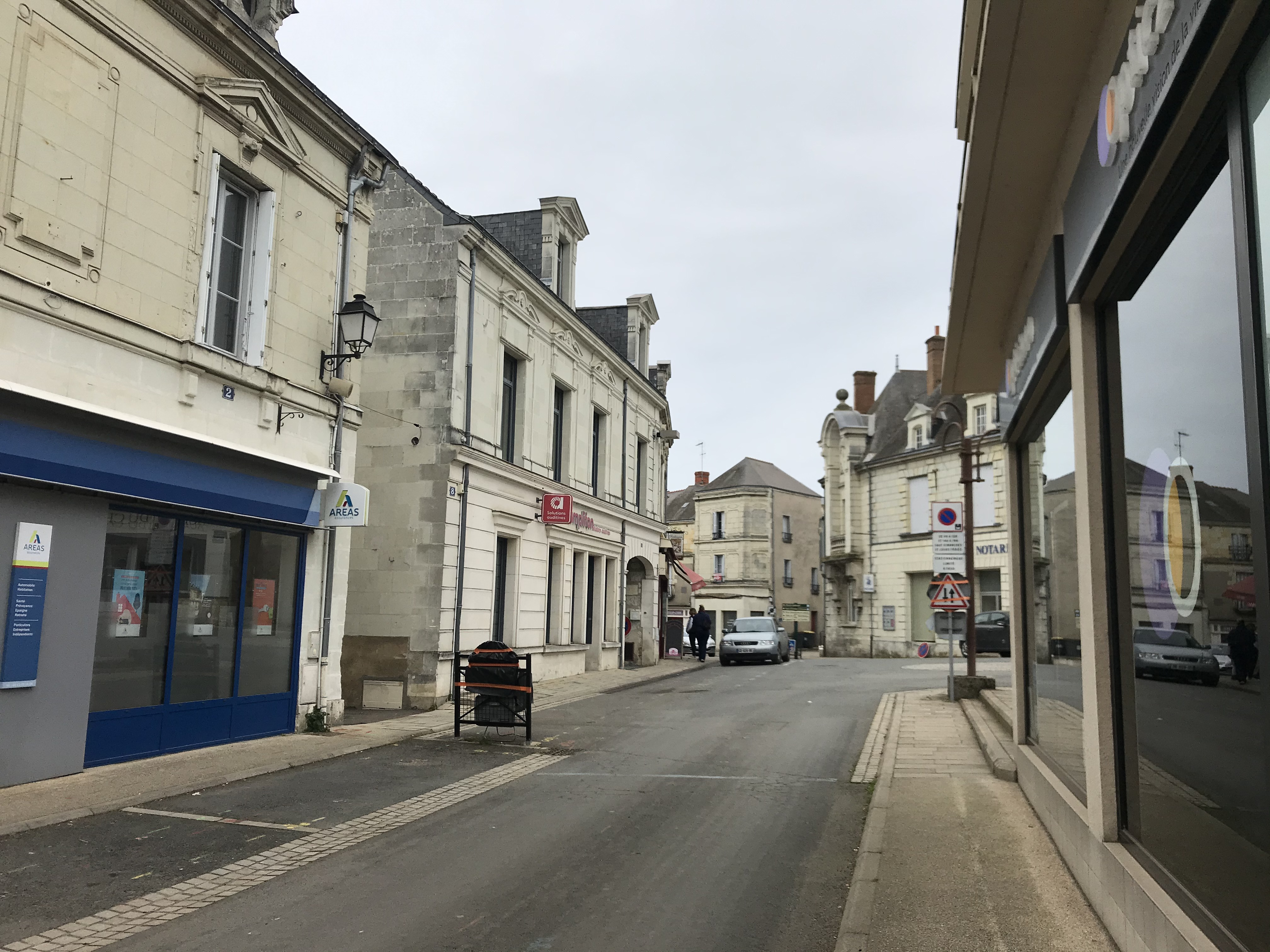
隆盖-瑞梅勒镇中心的一条街道

### 教育
隆盖-瑞梅勒属于南特学区。截止2020年1月1日，隆盖-瑞梅勒境内共有1所幼儿园、3所小学和2所初级中学。2018至2019学年度，隆盖-瑞梅勒境内共有在校中等教育阶段学生988名。

### 医疗
截止2020年1月1日，隆盖-瑞梅勒境内共有全科医生5名、保健师3名、牙医1名、护士8名和助产士1名。境内共有药房3家、养老院2家。
隆盖-瑞梅勒中心医院（Centre Hospitalier de Longué-Jumelles）是法国的一个区域性医疗机构，其主病区位于隆盖-瑞梅勒市区，设有床位150个，是当地规模最大的公立综合性医院。

### 住房
2018年，隆盖-瑞梅勒境内共有各类住房3,389套，其中88.6%为独立式居民区，9.5%为集中式居民区。常住房屋占隆盖-瑞梅勒市镇范围内居民建筑总量的89.3%。
在住房保障政策方面，2020年，隆盖-瑞梅勒境内共有543户家庭获得了住房经济补助，受益人数占总人口数量的8%，其中515份为房租补助。

### 商业
2019年，隆盖-瑞梅勒境内共有各类实体商铺151家，其中餐厅17家、大型超市3家、杂货店1家、面包房6家、肉铺2家、书店2家、装饰品店1家、银行门店8家、美容美发店10家、汽车维修店15家。市区东南部建有开放式商业街区，有Super U超市。

### 体育
2020年，隆盖-瑞梅勒境内共有1家游泳池、1间体育馆、1座综合体育场、6处网球场、1处马术场、2处足球或橄榄球场以及1处篮球或排球场。
截至2022年5月，隆盖-瑞梅勒境内共有两家注册足球俱乐部。东部安茹足球俱乐部（Est Anjou Football Club，编号560445）是当地的代表性足球队，其主队2021至2022赛季参加曼恩-卢瓦尔省足球联赛乙组（法国第十级别），其主场为多米尼克·罗班球场（Stade Dominique Robin）。

### 环境
隆盖-瑞梅勒的环境事务由其所属的索米尔卢瓦尔河谷城市圈公共社区负责。2019年，隆盖-瑞梅勒境内共有1家污染企业。

### 治安
2019年，隆盖-瑞梅勒市镇范围内有1处宪兵队。
隆盖-瑞梅勒所在地是索米尔国家宪兵队（zone gendarmerie de Saumur）的管辖范围。2020年，该宪兵队辖区内共158个市镇累计发生各类案件3,017起，其中盗窃类案件1,501起，经济类案件461起，毒品交易类案件137起。

## 文化

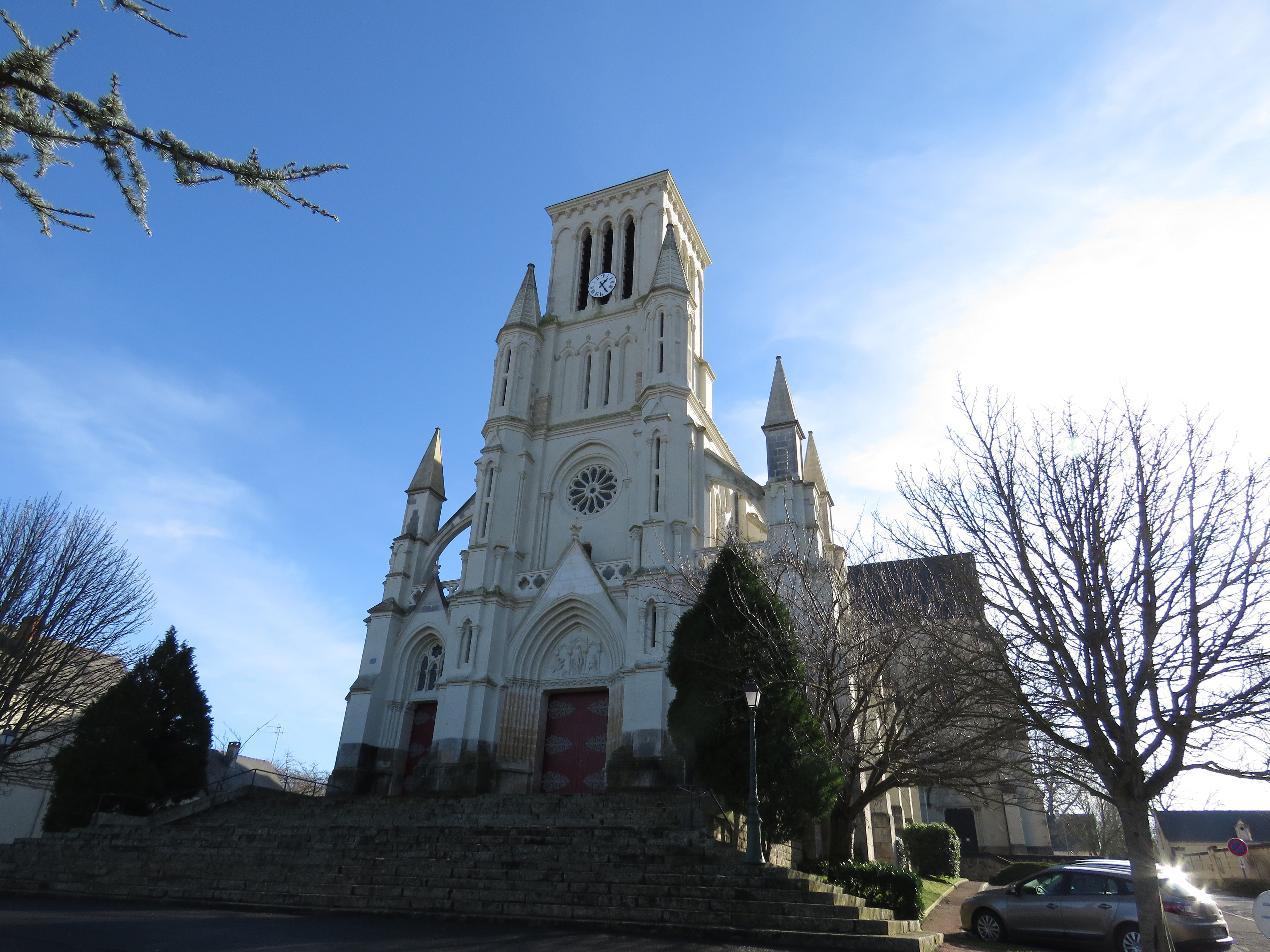
荣誉军团圣母教堂

2020年，隆盖-瑞梅勒境内暂无任何文化设施。隆盖-瑞梅勒民间拉唐河图书馆（Bibliothèque du Lathan）组织，每周三、四、五、日向公众开放。

### 建筑
隆盖-瑞梅勒境内有多处历史建筑，其中法国国家文物保护单位包括拉谢奈-阿尔什农宫、日罗蒂耶尔城堡等，荣誉军团圣母教堂则是当地的地标性建筑物。

### 旅游
隆盖-瑞梅勒的旅游事务由其所属的索米尔卢瓦尔河谷城市圈公共社区负责。2021年，隆盖-瑞梅勒境内暂无任何游客接待设施。

### 媒体
法国主要的媒体均可在隆盖-瑞梅勒接收，法国电视三台下属的卢瓦尔河地区大区频道在部分时段播出隆盖-瑞梅勒所属区域的地方新闻。昂热电视台、云雀广播、Vibration广播、《西部邮报》是当地主要的地方性媒体。

## 友好城市
截至2022年5月，隆盖-瑞梅勒共与一座城市互为友好城市关系：
- 德国 辛斯海姆